# Il grande colpo dei 7 uomini d'oro
Il grande colpo dei 7 uomini d'oro è un film del 1966, diretto da Marco Vicario, sequel del precedente 7 uomini d'oro, diretto dallo stesso Vicario nel 1965.

## Trama
La scalcinata banda di ladri del precedente film, dopo essere stata colta sul fatto per un furto, anziché venire tratta in arresto, viene ingaggiata al completo da alcuni esponenti politici per rubare un carico di 7000 tonnellate d'oro. Favorita da attrezzature all'avanguardia messe a disposizione dai committenti, la banda riesce a portare a termine la missione ma, una volta in possesso del maltolto e con l'aspettativa di potersi ritirare definitivamente a una tranquilla vita agiata sostenuta da tale rendita, nessuno dei componenti è disposto a disfarsi dell'oro. Dal momento della mancata consegna, inizierà per la banda una lotta per  accaparrarsi il bottino, prima intestina, poi con i mandanti; l'oro verrà depositato nel caveau dove era stato commesso il primo furto.